# Turn- und Sportverein Havelse 1912 1990-1991
Questa voce raccoglie le informazioni riguardanti il Turn- und Sportverein Havelse 1912 nelle competizioni ufficiali della stagione 1990-1991.

## Stagione
Nella stagione 1990-1991 l'Havelse, allenato da Volker Finke e Karl-Heinz Mrosko, concluse il campionato di 2. Bundesliga al 19º posto.

## Rosa
| N. |                     | Ruolo | Calciatore        |
| -- | ------------------- | ----- | ----------------- |
|    | Germania (bandiera) | P     | Stefan Beneking   |
|    | Germania (bandiera) | P     | Ralf Krause       |
|    | Germania (bandiera) | P     | Holm Mauritz      |
|    | Serbia (bandiera)   | D     | Nenad Banković    |
|    | Germania (bandiera) | D     | Karl Eggestein    |
|    | Germania (bandiera) | D     | Stefan Gähle      |
|    | Germania (bandiera) | D     | Michael Köpper    |
|    | Germania (bandiera) | D     | Willi Kronhardt   |
|    | Germania (bandiera) | D     | Joachim Trautmann |
|    | Germania (bandiera) | D     | Thomas Vogel      |
|    | Germania (bandiera) | C     | Lars-Peter Beike  |
|    | Germania (bandiera) | C     | Dieter Frommelt   |

| N. |                     | Ruolo | Calciatore       |
| -- | ------------------- | ----- | ---------------- |
|    | Germania (bandiera) | C     | Joachim Gehrmann |
|    | Germania (bandiera) | C     | Gerald Knauer    |
|    | Germania (bandiera) | C     | Christian Meier  |
|    | Germania (bandiera) | C     | Jürgen Prange    |
|    | Germania (bandiera) | C     | Dirk Spannuth    |
|    | Germania (bandiera) | C     | Stefan Tiedgen   |
|    | Germania (bandiera) | C     | Jens Todt        |
|    | Serbia (bandiera)   | C     | Anđelko Urošević |
|    | Germania (bandiera) | C     | Ulrich Wilke     |
|    | Germania (bandiera) | C     | Andreas Zindler  |
|    | Italia (bandiera)   | A     | Dino Capocchiano |
|    | Germania (bandiera) | A     | Andreas Müller   |

## Organigramma societario
Area tecnica
- Allenatore: Karl-Heinz Mrosko
- Allenatore in seconda: Achim Sarstedt
- Preparatore dei portieri:
- Preparatori atletici:

## Calciomercato

### Sessione estiva
| Acquisti | Acquisti         | Acquisti          | Acquisti |
| R.       | Nome             | da                | Modalità |
| -------- | ---------------- | ----------------- | -------- |
| A        | Dino Capocchiano | Arminia Bielefeld |          |
| D        | Michael Köpper   | Hannover 96       |          |
| C        | Christian Meier  | 1. FC Viersen     |          |
| C        | Jürgen Prange    | Hannover 96       |          |

| Cessioni | Cessioni        | Cessioni  | Cessioni |
| R.       | Nome            | a         | Modalità |
| -------- | --------------- | --------- | -------- |
| C        | Bernd Bodnariuk | Göttingen |          |

### Sessione invernale
| Acquisti | Acquisti       | Acquisti             | Acquisti |
| R.       | Nome           | da                   | Modalità |
| -------- | -------------- | -------------------- | -------- |
| A        | Andreas Müller | Borussia Dortmund II |          |

| Cessioni | Cessioni | Cessioni | Cessioni |
| R.       | Nome     | a        | Modalità |
| -------- | -------- | -------- | -------- |

## Risultati

### 2. Bundesliga

#### Girone di andata
| Arbitro: | Löwer |

|                      |           |  |
| Menke 35’ Hanses 49’ | Marcatori |  |

| Arbitro: | Führer |

|                                                 |           |                 |
| Todt 22’ Gehrmann 25’ Capocchiano 67’ Beike 90’ | Marcatori | 38’ van der Ven |

| Arbitro: | Domberg |

|                              |           |  |
| Tönnies 63’, 78’ Schmidt 72’ | Marcatori |  |

| Arbitro: | Broska |

|           |           |           |
| Beike 22’ | Marcatori | 12’ Wolff |

| Arbitro: | Osmers |

|                                           |           |  |
| Sendscheid 14’ Borodjuk 54’ Kroninger 57’ | Marcatori |  |

| Arbitro: | Krug |

|                                |           |           |
| Kronhardt 28’ Beike 39’ (rig.) | Marcatori | 83’ Marin |

| Arbitro: | Buchhart |

|                |           |                 |
| Gries 13’, 86’ | Marcatori | 13’ Capocchiano |

| Arbitro: | Birlenbach |

|                                            |           |           |
| Capocchiano 17’ Beike 21’, 80’, 82’ (rig.) | Marcatori | 13’ Römer |

| Arbitro: | Lehnardt |

|                     |           |                               |
| Linke 37’ Sidka 88’ | Marcatori | 44’ Spannuth 76’ (aut.) Zając |

| Arbitro: | Gochermann |

|           |           |                |
| Vogel 48’ | Marcatori | 6’, 88’ Heisig |

| Arbitro: | Brückner |

|              |           |  |
| Golombek 63’ | Marcatori |  |

| Arbitro: | Domurat |

|              |           |                            |
| Banković 40’ | Marcatori | 83’ Schuhmacher 85’ Becker |

| Arbitro: | Rubel |

|                                           |           |                 |
| Gähle 27’ (aut.) Brandts 36’ Pasul'ko 77’ | Marcatori | 25’ Capocchiano |

| Arbitro: | Mölm |

|             |           |                                         |
| Tiedgen 87’ | Marcatori | 28’ Landgraf 42’, 75’ Basler 68’ Helmig |

| Arbitro: | Kuhne |

|                                                 |           |                      |
| Täuber 37’ Blättel 57’, 83’ Eichenauer 65’, 84’ | Marcatori | 49’, 80’ Capocchiano |

| Arbitro: | Kuhne |

|  |           |                      |
|  | Marcatori | 47’ Fuhl 82’ Schüler |

| Arbitro: | Schmidt |

|                                 |           |             |
| Schlumberger 39’ Adler 76’, 82’ | Marcatori | 81’ Tiedgen |

| Arbitro: | Rubel |

|          |           |  |
| Todt 71’ | Marcatori |  |

| Arbitro: | Wippermann |

|                             |           |                              |
| Heskamp 9’, 21’ Wollitz 13’ | Marcatori | 53’ Spannuth 60’ Capocchiano |

#### Girone di ritorno
| Arbitro: | Fux |

|            |           |  |
| Prange 27’ | Marcatori |  |

| Arbitro: | Schmidhuber |

|          |           |              |
| Reuß 67’ | Marcatori | 29’ Spannuth |

| Arbitro: | Gochermann |

|            |           |             |
| Müller 90’ | Marcatori | 90’ Tönnies |

| Arbitro: | Gangkofer |

|                                         |           |                                           |
| Dittmer 2’, 72’ Wolff 15’ Siebrecht 64’ | Marcatori | 32’ (aut.) Dittmer 40’ Vogel 89’ Spannuth |

| Arbitro: | Osmers |

|                 |           |                           |
| Capocchiano 36’ | Marcatori | 2’ Schlipper 64’ Borodjuk |

| Arbitro: | Kuhne |

|                                  |           |  |
| Moutas 28’, 89’ Marin 54’ (rig.) | Marcatori |  |

| Arbitro: | Aust |

|              |           |             |
| Gehrmann 55’ | Marcatori | 64’ Cardoso |

| Arbitro: | Prengel |

|                   |           |                 |
| Edelmann 22’, 63’ | Marcatori | 53’ Capocchiano |

| Arbitro: | Malbranc |

|                               |           |                          |
| Capocchiano 14’, 46’ Todt 45’ | Marcatori | 87’ Wawrzyniak 89’ Linke |

| Arbitro: | Gochermann |

|                         |           |            |
| Heisig 12’ Wójcicki 75’ | Marcatori | 48’ Müller |

| Arbitro: | Blüthgen |

|  |           |                                |
|  | Marcatori | 27’ Lay 44’, 85’ Schlotterbeck |

| Arbitro: | Best |

|                     |           |           |
| Klopp 5’ Möller 57’ | Marcatori | 61’ Wilke |

| Arbitro: | Strigel |

|  |           |                        |
|  | Marcatori | 35’ Schneider 48’ Friz |

| Arbitro: | Buchhart |

|                                   |           |  |
| Regenbogen 5’ Hubner 68’ Serr 76’ | Marcatori |  |

| Arbitro: | Ronig |

|                                       |           |                                      |
| Capocchiano 34’ (rig.), 66’ Wilke 76’ | Marcatori | 14’ Kloss 38’ Blättel 48’ Eichenauer |

| Saarbrücken 25 maggio 1991, ore 15:00 CEST 35ª giornata | Saarbrücken | 0 – 0 referto | Havelse | Ludwigsparkstadion (3 000 spett.)\| Arbitro: \| Jansen \| |
| Arbitro:                                                | Jansen      |               |         |                                                           |

| Arbitro: | Domberg |

|               |           |                      |
| Kronhardt 14’ | Marcatori | 77’ Drabow 89’ Adler |

| Arbitro: | Assenmacher |

|                            |           |                        |
| Aden 44’, 77’ Schuster 61’ | Marcatori | 86’ (rig.) Capocchiano |

| Arbitro: | Prengel |

|            |           |                                           |
| Müller 55’ | Marcatori | 27’, 34’ Klaus 37’, 43’ Wollitz 66’ Igler |

## Statistiche

### Statistiche di squadra
| Competizione  | Punti | In casa | In casa | In casa | In casa | In casa | In casa | In trasferta | In trasferta | In trasferta | In trasferta | In trasferta | In trasferta | Totale | Totale | Totale | Totale | Totale | Totale | DR  |
| Competizione  | Punti | G       | V       | N       | P       | Gf      | Gs      | G            | V            | N            | P            | Gf           | Gs           | G      | V      | N      | P      | Gf     | Gs     | DR  |
| ------------- | ----- | ------- | ------- | ------- | ------- | ------- | ------- | ------------ | ------------ | ------------ | ------------ | ------------ | ------------ | ------ | ------ | ------ | ------ | ------ | ------ | --- |
| 2. Bundesliga | 19    | 19      | 6       | 4       | 9       | 27      | 35      | 19           | 0            | 3            | 16           | 17           | 47           | 38     | 6      | 7      | 25     | 44     | 82     | -38 |
| Totale        | 19    | 19      | 6       | 4       | 9       | 27      | 35      | 19           | 0            | 3            | 16           | 17           | 47           | 38     | 6      | 7      | 25     | 44     | 82     | -38 |

### Andamento in campionato
| Giornata  | 1  | 2 | 3  | 4  | 5  | 6  | 7  | 8  | 9  | 10 | 11 | 12 | 13 | 14 | 15 | 16 | 17 | 18 | 19 | 20 | 21 | 22 | 23 | 24 | 25 | 26 | 27 | 28 | 29 | 30 | 31 | 32 | 33 | 34 | 35 | 36 | 37 | 38 |
| --------- | -- | - | -- | -- | -- | -- | -- | -- | -- | -- | -- | -- | -- | -- | -- | -- | -- | -- | -- | -- | -- | -- | -- | -- | -- | -- | -- | -- | -- | -- | -- | -- | -- | -- | -- | -- | -- | -- |
| Luogo     | T  | C | T  | C  | T  | C  | T  | C  | T  | C  | T  | C  | T  | C  | T  | C  | T  | C  | T  | C  | T  | C  | T  | C  | T  | C  | T  | C  | T  | C  | T  | C  | T  | C  | T  | C  | T  | C  |
| Risultato | P  | V | P  | N  | P  | V  | P  | V  | N  | P  | P  | P  | P  | P  | P  | P  | P  | V  | P  | V  | N  | N  | P  | P  | P  | N  | P  | V  | P  | P  | P  | P  | P  | N  | N  | P  | P  | P  |
| Posizione | 15 | 8 | 13 | 14 | 17 | 16 | 17 | 13 | 14 | 15 | 17 | 17 | 19 | 19 | 19 | 19 | 19 | 19 | 19 | 19 | 19 | 19 | 19 | 19 | 19 | 19 | 19 | 19 | 19 | 19 | 19 | 19 | 19 | 19 | 19 | 19 | 19 | 19 |

Legenda:

Luogo: C = Casa; T = Trasferta. Risultato: V = Vittoria; N = Pareggio; P = Sconfitta.

### Statistiche dei giocatori
| N. Banković    | 26 | 1  | 5  | 0 |
| L. Beike       | 15 | 6  | 2  | 0 |
| S. Beneking    | 6  | 0  | 0  | 1 |
| D. Capocchiano | 35 | 14 | 5  | 0 |
| K. Eggestein   | 36 | 0  | 5  | 0 |
| D. Frommelt    | 17 | 0  | 4  | 0 |
| J. Gehrmann    | 34 | 2  | 4  | 0 |
| S. Gähle       | 10 | 0  | 1  | 0 |
| G. Knauer      | 5  | 0  | 1  | 0 |
| R. Krause      | 2  | 0  | 0  | 0 |
| W. Kronhardt   | 32 | 2  | 2  | 0 |
| M. Köpper      | 17 | 0  | 6  | 2 |
| H. Mauritz     | 33 | 0  | 1  | 0 |
| C. Meier       | 4  | 0  | 0  | 0 |
| A. Müller      | 12 | 3  | 1  | 0 |
| J. Prange      | 12 | 1  | 2  | 0 |
| D. Spannuth    | 31 | 4  | 1  | 0 |
| S. Tiedgen     | 23 | 2  | 4  | 0 |
| J. Todt        | 27 | 3  | 1  | 0 |
| J. Trautmann   | 30 | 0  | 12 | 0 |
| A. Urošević    | 12 | 0  | 2  | 0 |
| T. Vogel       | 22 | 2  | 6  | 0 |
| U. Wilke       | 21 | 2  | 1  | 0 |
| A. Zindler     | 31 | 0  | 4  | 0 |